# Iseut de Capio
Pour les articles homonymes, voir Capion.
Iseut de Capio, ou Iseut de Capion, est une trobairitz auvergnate de langue occitane née vers 1190.

## Biographie

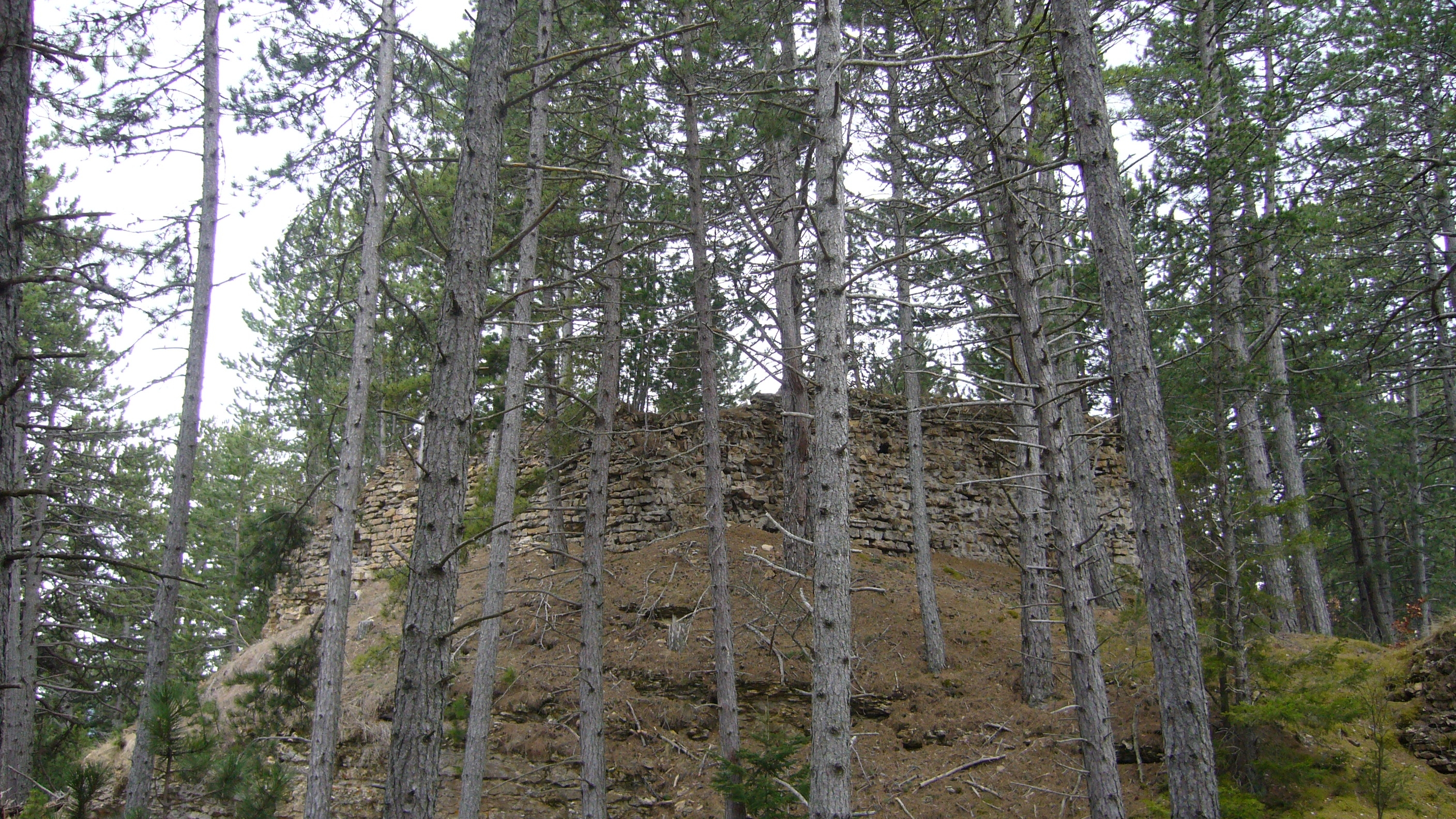
Les modestes ruines du château de Chapieu.

Iseut de Capio était une noble du Gévaudan, vraisemblablement issue de la famille du Tournel. Elle est connue pour ses écrits et notamment ses échanges avec Almucs de Castelnou. Son nom de Capio est en fait une dérivation de langage, puisqu'il semble que son nom provienne de Chapieu, château appartenant aux Tournel sur le mont Mimat, au-dessus de Mende. Cette précision permet d'ailleurs de situer la vie d'Iseut entre 1187 et 1250. En effet, le domaine de Chapieu appartient à l'évêché de Mende et à l'évêque Aldebert III du Tournel, ce n'est qu'à sa mort en 1187 qu'il revient à la famille du Tournel. Mais les barons du Tournel vont prendre définitivement le nom de famille Tournel à partir de 1250, elle est donc née avant cette date. (Selon le Dictionnaire historique des femmes célèbres (réf 1) elle serait de Château-Neuf ; confusion avec Almucs de Castelnou, son interlocutrice). Camille Chabaneau situe Capio dans le Vivarais (actuel Chagnon), et non à Chapieu.

## Œuvre
- Une tenson (poème dialogué) échangée avec Almucs de Castelnou

Dompna n'Almucs, si us plages...